# Ajax de Ámsterdam
El Amsterdamsche Football Club Ajax (pronunciación en neerlandés: /ˈaːjɑks/), simplemente conocido como A. F. C. Ajax, Ajax de Ámsterdam, o más popularmente Ajax, es un club de fútbol con sede en Ámsterdam, capital de los Países Bajos. Fue fundado el 18 de marzo de 1900 —si bien sus orígenes datan al año 1894 bajo la denominación de Foot-ball Club Ajax— y juega en la máxima categoría del país, la Eredivisie, desde el año de la fundación de la competición. Es históricamente uno de los tres clubes que dominan el fútbol de elite de los Países Bajos formando De Grote Drie (los tres grandes) junto a sus rivales PSV —con el que disputa «De Topper»— y Feyenoord, con el que disputa «De Klassieker» o «el clásico neerlandés». Los mencionados equipos son a la vez los únicos equipos de los Países Bajos que nunca han descendido en el futbol de ese país.
Es el club más laureado del fútbol neerlandés con 36 Campeonatos de Liga, 20 Campeonatos de Copa y 9 Supercopas, para un total de 65 títulos nacionales y posee el récord de trofeos ganados en los dos primeros. A nivel internacional es reconocido como uno de los equipos de fútbol más importantes del mundo debido a su palmarés, con un total de 10 títulos internacionales —entre los que destacan 4 Ligas de Campeones, máxima competición a nivel de clubes en Europa, también han ganado dos veces la Copa Intercontinental, 2 veces la Supercopa de la UEFA, una Recopa de Europa, la Copa de la UEFA 1991-92, así como el Karl Rappan Cup, un predecesor no oficial de la Copa Intertoto de la UEFA en 1962. El club es uno de los cinco equipos que se ha ganado el derecho a portar en la manga izquierda de la camiseta la insignia de campeón múltiple y el derecho a conservar en propiedad la Copa de Europa, al ganarla de forma consecutiva entre 1971 y 1973. En 1972, completó un triplete al ganar la Eredivisie neerlandesa, la Copa KNVB y la Copa de Europa. Los últimos trofeos internacionales del Ajax fueron la Liga de Campeones de la UEFA y la Copa Intercontinental, ambas en 1995, donde derrotó al Milan en la final, y perdió la final de la Liga de Campeones de 1996 en los penaltis ante la Juventus. El 7 de diciembre de 2021, tras el partido de local ante el Sporting CP, se incorporó el Ajax, en una escasa lista de ocho clubes de fútbol que han ganado los seis partidos de la fase de grupos durante una temporada de la Copa de Europa/Liga de Campeones de la UEFA.
También es uno de los tres equipos en ganar el triplete y la Copa Intercontinental o la Copa Mundial de Clubes en la misma temporada/año calendario, que logró en la temporada 1971-72. Ajax, Juventus, Bayern Múnich, Chelsea y Manchester United son los cinco clubes que han ganado los tres grandes torneos de la UEFA.
Junto con el Feyenoord de Róterdam son los únicos equipos de los Países Bajos que forman parte de los únicos 31 clubes en el mundo que han ganado el máximo campeonato de clubes de fútbol a nivel mundial. Debido al reconocimiento de FIFA en 2017, Ajax es oficialmente el máximo campeón mundial del país al haber conquistado la Copa Intercontinental en 1972 y 1995 respectivamente.
A nivel nacional, el Ajax ha ganado el doblete nueve veces, ganando el campeonato nacional y la copa KNVB en la misma temporada- y es el único club que logró ganar el campeonato nacional, la copa KNVB y la Supercopa de Holanda en la misma temporada; en 2001/02 y 2018/19.
En el ranking de la UEFA de mejores clubes de Europa, el Ajax ocupaba el 7 de marzo de 2022 el decimocuarto lugar en la temporada 2021/22 como el mejor club holandés con un total de 82.500 puntos. La revista alemana Kicker Sportmagazin calificó al Ajax como el segundo mejor club de fútbol del siglo XX. Según la IFFHS, el Ajax es el mejor séptimo club europeo del siglo XX y fue votado como el Equipo Mundial de Clubes del Año por la IFFHS en 1992. En 2000, durante la elección del Club del Siglo de la FIFA, el Ajax, junto con el Santos brasileño, terminaron juntos en el quinto lugar entre los mejores clubes de fútbol del siglo XX. Además, el Ajax fue nombrado Equipo Europeo del Año cuatro veces en 1969, 1971, 1972 y 1973 y cinco veces nombrado Equipo Deportivo Holandés del Año en 1968, 1969, 1972, 1987 y 1995. En 1995, el Ajax fue coronado como Equipo Mundial del Año por la revista World Soccer.
Desde 1996 juega en el Johan Cruyff Arena (hasta 2018 el Ámsterdam Arena), inaugurado en 1996 y que cuenta con una capacidad para 55 500 espectadores. Anteriormente jugó en el De Meer Stadion y el estadio Olímpico de Ámsterdam en partidos grandes e internacionales. El club utiliza indumentaria blanca con una franja vertical roja en la camiseta. Desde la temporada 2012/13 el Ajax cuenta con un equipo femenino que juega en la Eredivisie Femenina.

## Historia

### Desde sus Orígenes Míticos hasta el Renacimiento de los Años 30 (1900-1931)
El club fue fundado el 18 de marzo del año 1900, por Floris Stempel, Carel Reeser y Johan Dade, siendo Stempel su primer presidente si bien sus orígenes datan al año 1894 cuando fue establecido como Football Club Ajax. Fue denominado así por Áyax el Grande, uno de los héroes mitológicos de la Antigua Grecia en su lucha en plena Guerra de Troya. En la Ilíada de Homero, se decía que Áyax era el más grande de todos los griegos junto a su primo Aquiles, e incluso luchó un duelo inconcluso con el defensor de la ciudad troyana Héctor. Según la mayoría de los relatos, Áyax murió suicidándose, por lo que, a diferencia de Aquiles, murió sin ser convocado.
En 1911 fue aceptado para competir en primera división, y en 1917 logró su primer título al ganar la copa neerlandesa frente al PSV por cinco goles a cero. En 1918 logró su primera liga, la cual revalidó al año siguiente de forma invicta.
Tras estos éxitos, el club entró en un período en el que solamente conseguiría títulos regionales. No sería sino hasta la década de los años 30 en el que volvió a ganar otros cinco títulos de liga, antes de volver a entrar en otra etapa negra. 

### Del Resurgimiento a la Era Profesional (1932-1962)

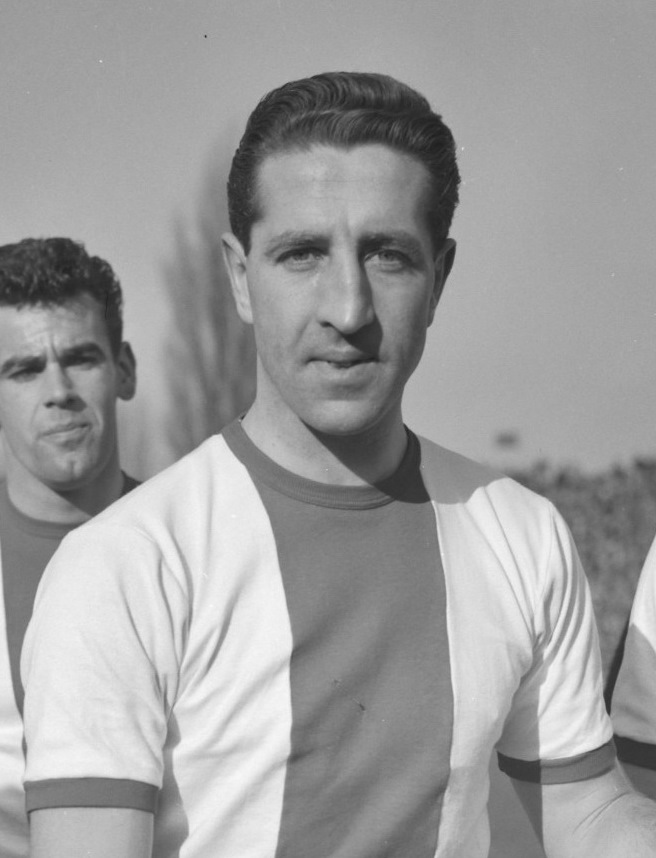
Ger van Mourik fue un defensor emblemático y capitán del Ajax de Ámsterdam durante ocho temporadas, participando en más de 350 partidos oficiales con el club.

Con ocho títulos regionales (1930-32, 1934-37 y 1939) y cinco campeonatos nacionales (1931, 1932, 1934, 1937 y 1939), el Ajax fue el equipo más exitoso de esa época en el país.
Para la década de los años 40, ganaría sólo una liga (1943) y una copa (1947).
Con la llegada del fútbol profesional a los Países Bajos, el Ajax se convirtió en uno de los integrantes de la nueva liga llamada Eredivisie, competición que ha jugado hasta la actualidad desde 1956. En 1957 logró ser el nuevo campeón nacional, siendo además el representante de su país en la naciente Copa de Europa (hoy la Liga de Campeones). Su debut en la competición internacional no fue auspicioso. Cayó en cuartos de final ante el Vasas húngaro por un global de 6-2. La profesionalización del fútbol neerlandés llevó a una hegemonía casi total de Ajax de Ámsterdam, Feyenoord de Róterdam y PSV de Eindhoven, que han ganado 56 de las 61 ediciones de la liga profesional, desplazando totalmente a clubes tradicionales como Sparta Rotterdam, RAP Amsterdam y VV La Haya.

### Ascenso y Dominio Internacional (1963-1993)

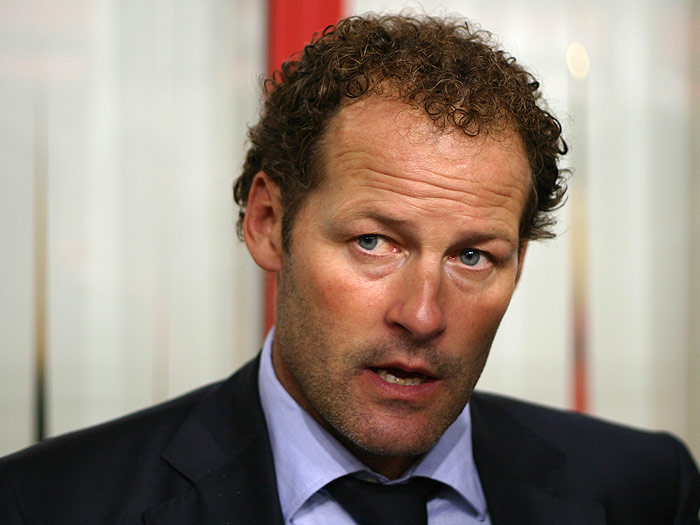
Danny Blind: Defensor y Líder del Ajax en los años 80 y 90.

En los años 1960, el club volvería a reeditar los éxitos nacionales de la mano del técnico Rinus Michels y con un joven Johan Cruyff como jugador estrella del equipo, y se convertiría en el club hegemónico del fútbol neerlandés, convirtiéndose en el club más laureado junto al VV La Haya al obtener su décimo título de liga a inicio de la década y luego de seis años sin lograr el título de liga, convirtiéndose desde 1966 hasta la fecha en el club más laureado de la liga de los Países Bajos superando al club hayense con su undécimo título, el primero de un tricampeonato de tres ligas (1966, 1967 y 1968) que fue acompañado de una copa nacional (1967).
En 1962 Ajax jugó su primera final internacional a nivel oficial y ganó su primer título internacional al derrotar en la final 4-2 al Feyenoord en un clásico internacional por la Copa Internacional de Fútbol (predecesora de la Copa Intertoto de la UEFA) donde participaron clubes de países de Europa Central y Suecia, en la que hasta ahora fue la única final internacional entre ambos y la única entre clubes neerlandeses. En 1969 Ajax jugó su primera final europea al jugar su primera final por la Copa de Europa donde enfrentó al Milan de Nereo Rocco en el duelo decisivo jugado en Madrid donde caería inapelablemente por cuatro tantos a uno.

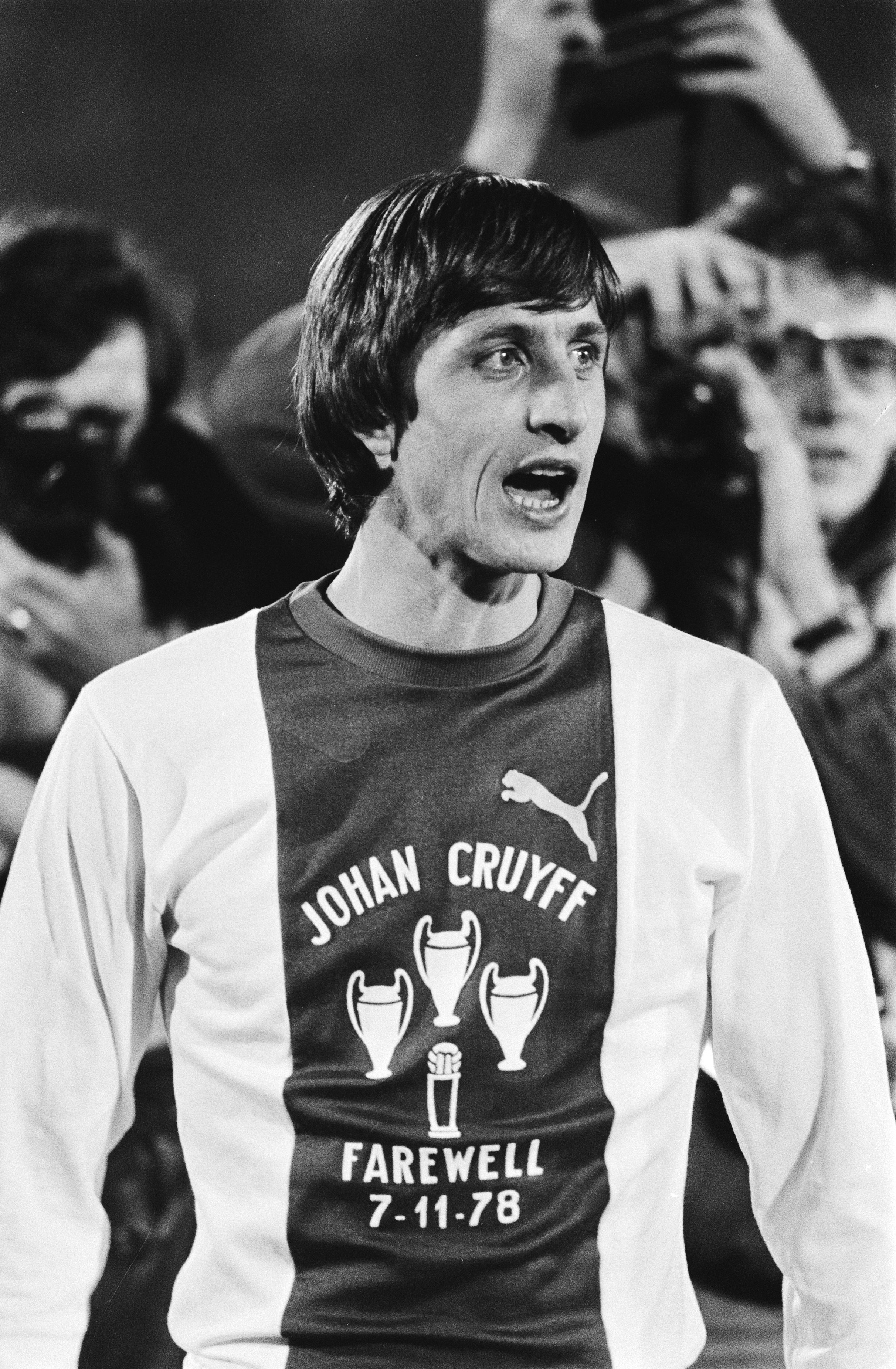
Johan Cruyff fue el impulsor de los éxitos del equipo a mediados de los años 60 hasta inicios de los años 1970.

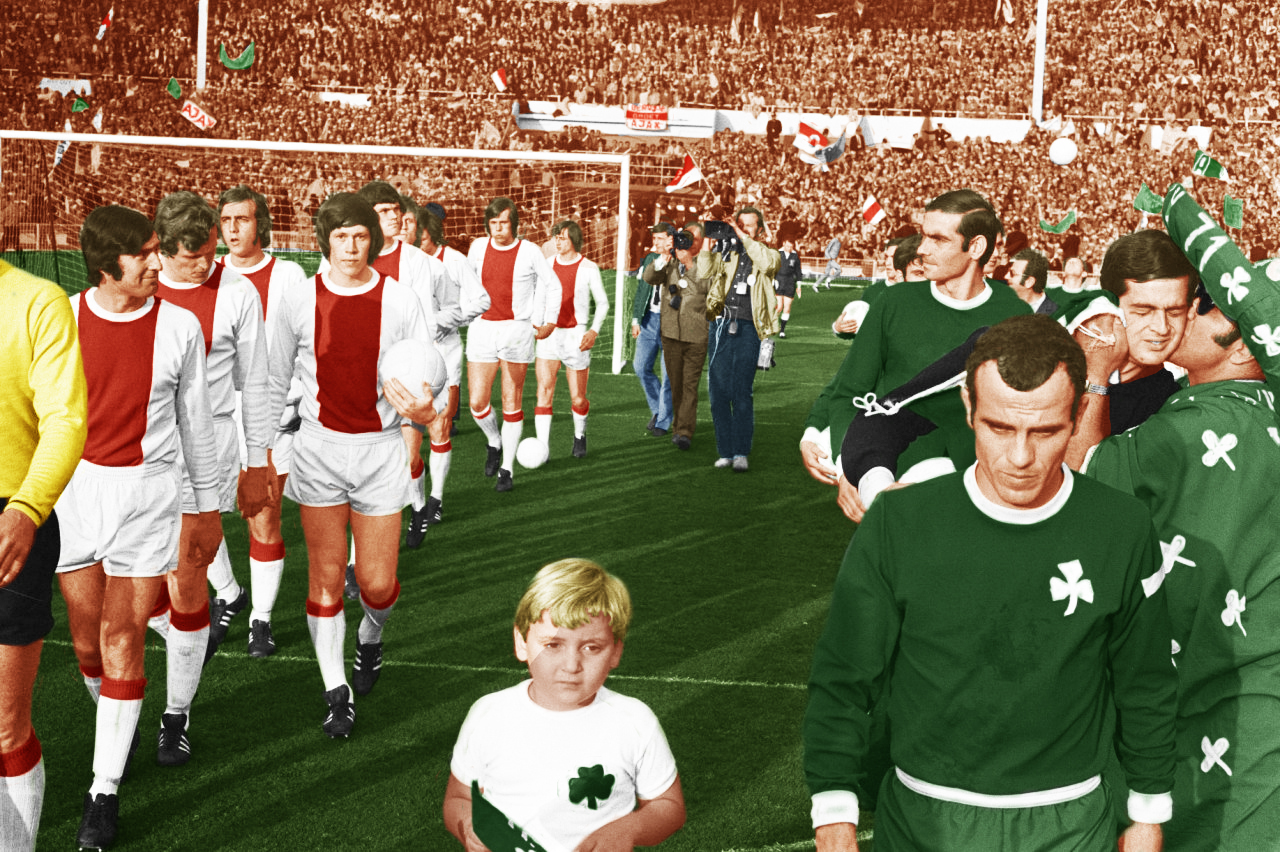
Ajax vs. Panathinaikos, final de la Copa de Europa 1970-71.

El primer lustro de la década de 1970 se consideran los más exitosos en la historia del club. Tras la consecución de la liga en el año 1970 mientras el Feyenoord lograba su primera Copa de Europa y el primer título en dicha competición para el país, Ajax logró igualar la proeza del club de Róterdam al año siguiente y triplicarla al defender el título dos veces consecutivas y así ganar tres copas europeas consecutivamente. Con un puñado de estrellas encabezado por Johan Cruyff, Johan Neeskens, Ruud Krol, Johnny Rep, Piet Keizer, entre otros, y el húngaro-rumano Ștefan Kovács como nuevo entrenador, logró en 1971 su primera Copa de Europa al vencer en Londres al Panathinaikos pero en ese mismo año se decidió que el Ajax no iba a disputar Copa Intercontinental contra el Club Nacional de Football debido a que en la edición anterior de este campeonato se dieron varios incidentes violentos entre el Feyenoord Rotterdam y Estudiantes de La Plata, por lo que el Club Nacional de Football debió enfrentarse al subcampeón, Panathinaikos.
En 1972 logró un triplete al ganar la Liga, la Copa y la Copa de Europa. En esta última instancia se impuso al Inter de Milán por 2-0 en Róterdam y a finales de ese año ganaría la Copa Intercontinental al ganarle al club argentino Independiente de Avellaneda por marcador global de 4-1.
En 1973, el equipo volvió a hacer un doblete al lograr liga y el tricampeonato en la Copa de Europa. En la final continental derrotó a la Juventus, en la ciudad de Belgrado, con el solitario tanto de Johnny Rep. El club declinó participar de la Copa Intercontinental para defender el título luego de la experiencia del año anterior donde al visitar Argentina, el conjunto rival lesionó en el inicio del partido a la estrella del equipo, Johan Cruyff, presumiblemente con intención.
Así mismo, fue el primer equipo campeón de la Supercopa de Europa, habiendo ganado la primera edición (no oficial) al Rangers de Glasgow en 1972 y la primera oficial en 1973 reeditando el duelo con el Milan de Nereo Rocco, esta vez ganando contundentemente en un global de 6 a 1, siendo los dos rivales, los campeones europeos de la extinta Recopa de Europa, donde participaban los equipos campeones de las Copas Nacionales de cada país.
Aquel equipo tricampeón de Europa fue junto al Feyenoord la base de la selección neerlandesa denominada La Naranja Mecánica que alcanzó dos subcampeonatos mundiales consecutivos en los Campeonatos Mundiales FIFA de 1974 y 1978 y un tercer puesto en la Eurocopa de 1976, siendo tres equipos que revolucionaron el fútbol mundial con la introducción y aplicación del Fútbol total.
Tras la consecución de las copas europeas, el Ajax entró en una etapa de cambios. Johan Cruyff ficha por el Barcelona, y el club no logra sobresalir a nivel internacional. Solo destaca la consecución de dos ligas (1977 y 1979), una copa (1979) y las semifinales de la Copa de Europa del curso 79-80, en la que caería frente al campeón de ese momento, el Nottingham Forest. Sin embargo, en el plantel destaca la presencia de un prolífico delantero llamado Ruud Geels, que se consagraría como goleador de la liga en cuatro temporadas consecutivas.

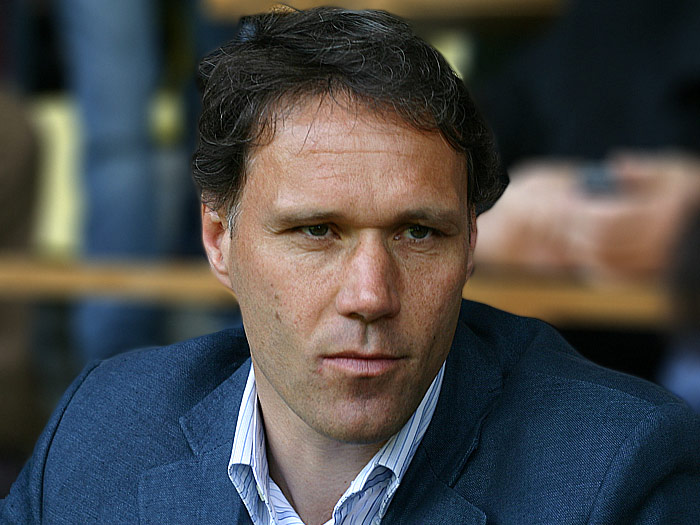
Marco van Basten, otra importante figura del club en los años 1980.

Desde 1982 hasta 1987, el equipo vuelve a entrar en una etapa de éxitos al conseguir tres ligas, tres copas y otro campeonato europeo; la primera y única Recopa de Europa, con Cruyff en el banquillo y con una generación de futbolistas jóvenes que más tarde darían el salto a la selección nacional, como Marco van Basten, Frank Rijkaard, Dennis Bergkamp, John van 't Schip y otros. Junto con el PSV Eindhoven que ganaría la Copa de Campeones de Europa en aquel año, Ajax fue la base de la selección neerlandesa que ganó la Eurocopa 1988.

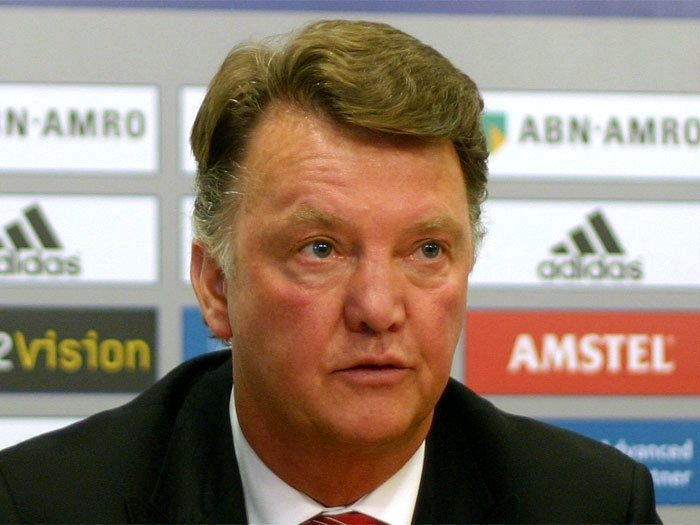
Louis van Gaal, el entrenador que le daría los últimos éxitos continentales al Ajax en los años 1990.

La llegada de los años 1990 supondría una etapa de cambios en el equipo. Primero logró una liga en 1990 pero no tuvo temporada internacional ya que la UEFA no autorizó al club a jugar la Copa de Europa 1990-91 debido a incidentes cometidos por su afición en un duelo de la Copa UEFA frente al Austria Viena. En 1991 llega al club Louis van Gaal, y con él llegaron los éxitos.
El 13 de mayo de 1992, logró la Copa de la UEFA al imponerse por marcador global al Torino (2-2 en Italia y un empate sin goles en Ámsterdam) convirtiéndose en el segundo club, después de la Juventus en 1985, en ganar las tres principales competiciones europeas. El 20 de mayo de 1993 ganó la copa local venciendo 6-2 a Heerenveen, y el 8 de agosto se alzó con su primera supercopa neerlandesa por marcador de 4-0 sobre Feyenoord.

### Éxito y Resurgimiento delSigloXXI(1994-actualidad)
En 1994 conquistó su decimosexta liga.
El 24 de mayo de 1995 se consagró campeón por cuarta vez de la Liga de Campeones al imponerse al Milan de Fabio Capello, vigente campeón, por 1-0, merced al tanto de un joven Patrick Kluivert. Además de la ansiada Copa de Europa, el equipo conquistó su decimoséptima liga de forma invicta, la Supercopa neerlandesa, la Supercopa de Europa ante el Real Zaragoza. Y cerró el año más exitoso de su historia conquistando su segunda Copa Intercontinental imponiéndose en penales a Gremio.
En la temporada 1995-96, el Ajax conquistó su decimoctava liga y alcanzó por segunda vez consecutiva la final de la Liga de Campeones, en la cual logró el subcampeonato ante la Juventus cayendo en tanda de penales.
En la temporada 1996-97, alcanzó las semifinales en la Liga de Campeones, perdiendo 2-6 en el global ante la Juventus. Tras el final de temporada, se confirmó la salida de Van Gaal, así cerrando un ciclo con once títulos.
Pero el club además vivió una etapa en la que se descubrieron nuevos talentos, como el guardameta Edwin van der Sar, los defensas Michael Reiziger, los hermanos Frank y Ronald de Boer, los mediocentros Edgar Davids y Clarence Seedorf, y los delanteros Marc Overmars y Dennis Bergkamp, además del citado Kluivert. Otros jugadores importantes fueron el finlandés Jari Litmanen y el nigeriano Finidi George. El club mantuvo una racha de 75 partidos oficiales sin conocer la derrota.
La segunda mitad de los años 1990 se caracteriza por ser el inicio del declive del equipo. Pese a ganar la liga el año 1995, el club no fue capaz de revalidar el título europeo tras sucumbir en la final de Roma ante la Juventus en los tiros desde el punto del penal. Hasta el año 1999 el club logró una liga (1998) y dos copas (1998 y 1999).
El año 2000 sería el año del centenario del club. Pero desgraciadamente ese año sería un año para el olvido, donde no ha logrado ni la liga (acabaría en la quinta posición), ni la copa (cayó eliminado en octavos de final) y sería eliminado en tercera ronda de la Copa UEFA de forma sorpresiva ante el RCD Mallorca español.
Desde 2002, el Ajax ha logrado nueve ligas (2002, 2004, 2011, 2012, 2013, 2014, 2019, 2021 y 2022), seis copas (2002, 2006, 2007, 2010, 2019 y 2021) y seis supercopas (2002, 2005, 2006, 2007, 2013 y 2019), además de haber llegado a semifinales de la Liga de Campeones en la temporada 2018-19; cuartos de final en la campaña 2002-03; los octavos de final en 2005-06 y 2021-22 y la final de la Europa League en 2016-17, siendo su primera final internacional en 21 años y representado por un conjunto de jóvenes talentos. En el certamen -tras superar la fase de grupo como líder-, se impuso respectivamente al Legia Varsovia, FC Copenhague, Schalke 04 y Olympique de Lyon, antes de medirse en la final al Manchester United. En esa final, el equipo inglés ganó por dos goles a cero.
En la Liga de Campeones de la UEFA 2018-19 hizo una gran campaña con los jóvenes talentos. En primera fase fue segundo del grupo E por detrás del Bayern Múnich, y por encima del Benfica y el AEK Atenas. En octavos eliminó al vigente tricampeón consecutivo, Real Madrid. En la ida en Ámsterdam perdió 2-1 pero en el Santiago Bernabeu goleó 4-1 para un 5-3 en el global. En cuartos enfrentó a la Juventus. En la ida en Ámsterdam empataron 1-1 y en la vuelta en Turín Ajax se impuso 2-1 para un global de 3-2. En la semifinal enfrentó al Tottenham. En la ida en Londres Ajax ganó 1-0, pero en Ámsterdam perdió 3-2 cerrando así su mejor participación desde 1997.
En la temporada 2020-21 consigue la mayor goleada en la historia de las siete mejores ligas europeas al ganar por 0 a 13 al VVV Venlo.
En la Liga de Campeones de la UEFA 2021-22, clasifica a octavos de final con paso perfecto, con dos victorias al Borussia Dortmund incluidas, 4-0 en casa y 1-3 en Dortmund. Pero ya en octavos terminó eliminado por 3-2 global ante el Benfica.

## Símbolos

### Escudo

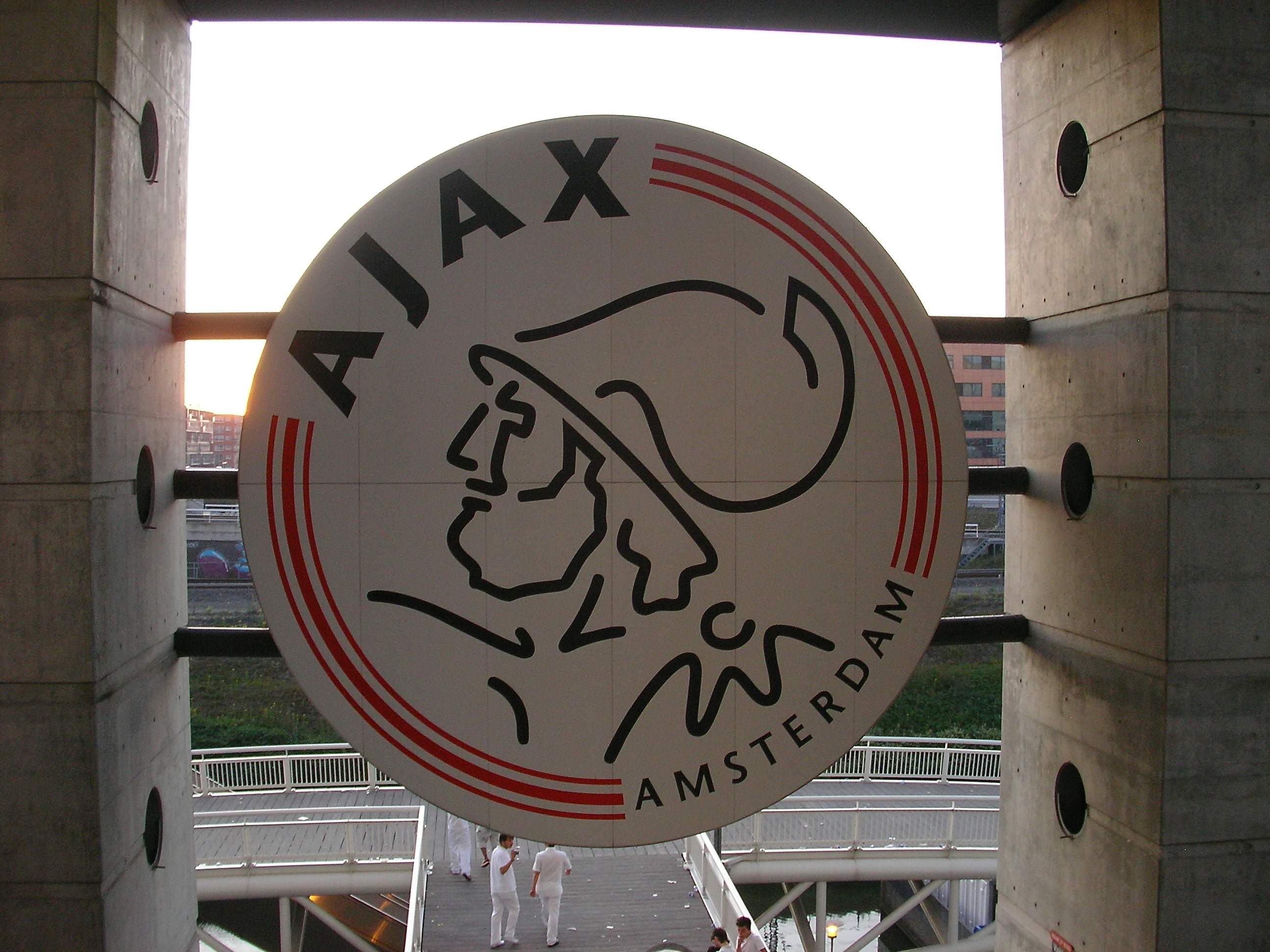
Escudo del club en el interior del estadio.

En 1900, cuando el club fue fundado, el emblema del Ajax fue sólo una silueta de un jugador de fútbol. En 1928, el escudo del club se introdujo con la cabeza del héroe griego Áyax. El logo fue cambiado una vez más en 1990 en una versión abstracta de la anterior. El último logo contiene el retrato de Áyax, pero dibujado con sólo once líneas, que simbolizan los once jugadores de un equipo de fútbol. Muchos partidarios siguen considerando que el nuevo logotipo es una ruptura de la tradición y símbolo de la gestión moderna del club, que se ve como fría y de orientación monetaria.

## Indumentaria
El Ajax jugó originalmente en un uniforme totalmente negro con una banda roja atada alrededor de la cintura de los jugadores, pero ese uniforme pronto fue sustituido por una camisa a rayas rojas y negras con pantalón negro. Rojo, negro y blanco son los tres colores de la bandera de Ámsterdam. Sin embargo, cuando bajo la dirección de Jack Kirwan, el club consiguió el ascenso a la máxima categoría del fútbol neerlandés por primera vez en 1911 (posteriormente Eerste Klasse o, más tarde llamada Eredivisie), el Ajax se vio obligado a cambiar sus colores porque el Sparta Rotterdam ya tenía exactamente la misma equipación. Los uniformes especiales para los partidos a domicilio no existían en ese momento y, de acuerdo con los reglamentos del fútbol, los de más reciente fundación tenían que cambiar sus colores si dos equipos de la misma liga tenían uniformes idénticos. El Ajax optó por pantalón blanco y camisa blanca con una franja ancha y vertical roja sobre el pecho y la espalda, que, desde entonces, sigue siendo el tradicional uniforme del Ajax.
Las camisetas de Ajax han sido patrocinados por TDK, y por ABN AMRO desde 1991 hasta 2008. AEGON ha sustituido a ABN AMRO como patrocinador principal por un período de, por lo menos, siete años. El 1 de abril de 2007, el Ajax llevaba un patrocinador diferente para el partido contra el Heracles Almelo: Florius, un programa de banco que acababa de lanzar ABN AMRO y que quería que fuera el patrocinador de la camiseta en un partido. Las últimas camisetas han sido fabricadas por Umbro (1989-2000) y Adidas desde 2000.
| Primero | Segundo | (Ver evolución) | Actual |

## Estadio

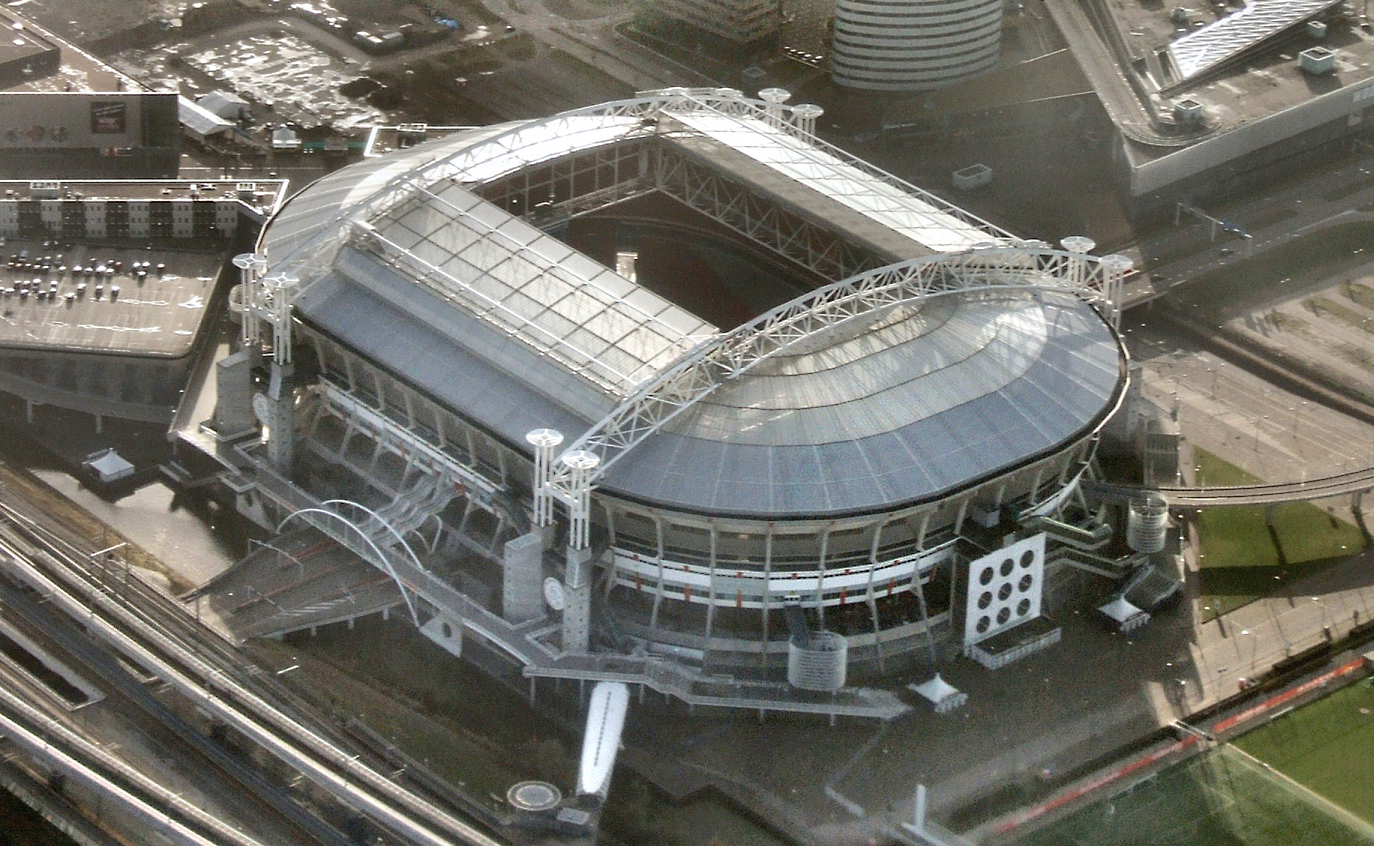
Vista aérea del Johan Cruyff Arena.

El primer estadio del Ajax fue construido en 1911 en madera y fue llamado simplemente "El Estadio de Madera". Más tarde, el Ajax jugó en el estadio construido para los Juegos Olímpicos de Ámsterdam de 1928. Este estadio, diseñado por Jan Wils, es conocido como el Estadio Olímpico. En 1934, el Ajax se trasladó al De Meer Stadion en el este de Ámsterdam, diseñado por el arquitecto y miembro del Ajax Daan Roodenburgh. El estadio podría albergar 29.500 espectadores y el Ajax jugó allí hasta 1996. Para los grandes partidos europeos y nacionales el club jugaba, a menudo, en el Estadio Olímpico, que albergaba el doble del número de espectadores.
En 1996, el Ajax se trasladó a un nuevo estadio en el sureste de la ciudad, el Ámsterdam Arena. Fue construido por la autoridad de la ciudad de Ámsterdam, con un coste de 134 millones de dólares. El estadio es capaz de albergar más de 52.000 espectadores. La asistencia promedio al estadio en 2006—07 fue de 48.610, aumentando en la próxima temporada a 49.128 espectadores. El estadio tiene un techo retráctil y estableció una tendencia para otros estadios modernos construidos en Europa en los años siguientes. En los Países Bajos, el estadio se ha ganado una reputación de un campo con un césped terrible causados por el techo removible que, incluso cuando se abre, le quita demasiada luz del sol y aire fresco. Durante la temporada 2008—09 los encargados del terreno de juego introdujeron un sistema de iluminación artificial que finalmente ha reducido notablemente este problema.
El histórico De Meer Stadion fue derribado y se vendieron los terrenos al ayuntamiento, que construyó en su lugar un barrio residencial. Lo único que queda del antiguo estadio son las letras "AJAX" en la fachada del centro de entrenamiento juvenil De Toekomst, cerca del Johan Cruyff Arena.

## Afición
Históricamente, el Ajax ha sido visto popularmente como un club con «raíces judías» y por el que club y aficionados son conocidos como De Joden (Los judíos). Aunque no es un club oficial judío como el WV-HEDW de la ciudad, el Ajax ha tenido una imagen judía desde la década de 1930, cuando el estadio estaba ubicado junto al barrio judío de Ámsterdam y los rivales veían a muchos aficionados caminar por este barrio para llegar al estadio. Los seguidores del Ajax (de los cuales unos pocos eran, en realidad, judíos), respondieron adoptando dicha identidad llegando a cantar «Judíos, judíos» (Joden, Joden) en los partidos, y adoptaron su simbología, como la estrella de David y la bandera israelí. Algunas fuentes dicen que los aficionados del Ajax comenzaron a hacer esto después de ver a los aficionados del Tottenham Hotspur Football Club, que emplean un simbolismo similar.
Esta imagen judía finalmente se convirtió en una parte central de la cultura de la afición «ajacied». La Hava Nagila, una canción folclórica hebrea, podía ser descargada desde el sitio web oficial del club. A principios de la década de 1980, los grupos ultras de aficionados rivales intensificaron su retórica antisemita, coreando consignas como «¡Hamas, Hamas! Los judíos a la cámara de gas» (Hamas, Hamas! Joden aan het gas), silbando para imitar el flujo de gas o mostrar el saludo nazi. El resultado final fue que muchos seguidores judíos del Ajax dejaron de ir a los partidos, y ya en la década de 2000 el propio club comenzó a tratar de convencer a los aficionados de abandonar su imagen judía para evitar conflictos, con la polémica más notable producida en 2005.
Existen además, tres grupos de aficionados afines al club. Los más conocidos son los F-Side, North Up Alliance y South Crew.

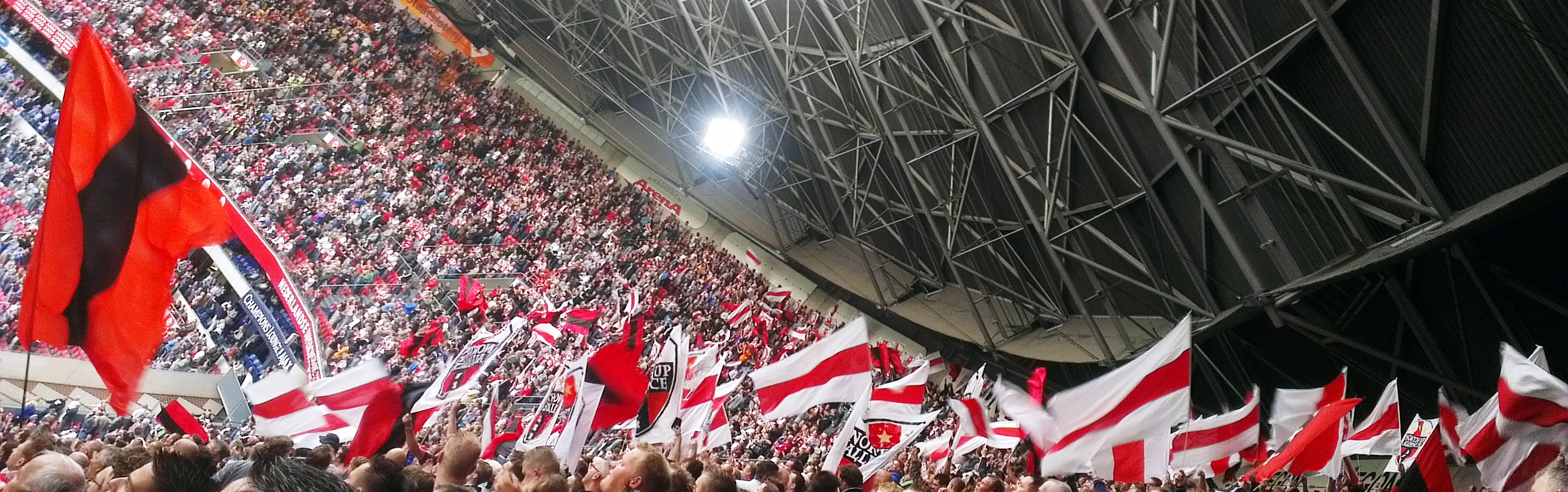
Aficionados del club en el Johan Cruyff Arena.

## Rivalidades
|  | Para más detalles, consultar De Klassieker y De Topper |

### De Klassieker
El Feyenoord Rotterdam es el gran rival tradicional del Ajax. Cada año, ambos clubes juegan «De Klassieker» («el Clásico»), el partido que disputan los equipos de las dos ciudades más grandes de los Países Bajos. Los partidos son conocidos por su tensión y violencia, tanto dentro como fuera del campo. Desde hace varios años han tenido lugar incidentes violentos entre los sectores más radicales de las aficiones rivales, dando lugar a la actual distancia de seguridad entre aficiones en ambos estadios. Más allá de la competencia deportiva, se trata de una rivalidad que presenta factores sociales y políticos al tratarse de los grandes clubes de Ámsterdam, capital política y centro financiero del país, conocida por sus actividades de ocio y vida nocturna, y Róterdam, polo industrial y mayor puerto del continente europeo.

### De Topper
Frente al Philips Sport Vereniging, Ajax disputa el duelo denominado «De Topper», pero en términos de tensión y rivalidad, estos partidos no están tan cargados como los duelos contra el Feyenoord si bien existe un componente social entre el Randstad, donde se encuentran Ámsterdam y Róterdam, y la ciudad provincial de Eindhoven, pero mucho menor.

## Datos del club

### Afiliaciones
Los siguientes clubes tienen acuerdos de afiliación con el Ajax de Ámsterdam:
- Běijīng Zhōnghè Guó'ān
- Cape Town Spurs[28]
- Football Club Volendam
- Sociedade Esportiva Palmeiras[29]
- Stafford Rangers Football Club
- Guǎngzhōu Chéng[30]

### Estadísticas
- Temporadas en la Eredivisie: 70 (2024/25 incluida).
- Temporadas en 2ª: 0.
- Mayor goleada conseguida:
  - En campeonatos nacionales:
    - WHC 1 - Ajax 14 (23/12/2009).
    - VVV Venlo 0 - Ajax 13 (24/10/2020).
- Mayor goleada recibida:
  - En campeonatos nacionales:
    - Feyenoord 9 - 4 Ajax (29/11/1964).
- Mejor puesto en la liga: 1.º (36 veces).
- Máximo goleador: Piet van Reenen (273).
- Más partidos disputados: Sjaak Swart (603).

### Estadísticas UEFA
- Mayor goleada:
  - 03/10/1984, Ajax  14-0  Differdange, (Ámsterdam).
- Mayor derrota:
  - 04/10/2022, Napoli  6-1  Ajax, (Ámsterdam).
- Más partidos disputados:  Danny Blind con 79.
- Máximo goleador:  Johan Cruyff con 28 goles

## Palmarés

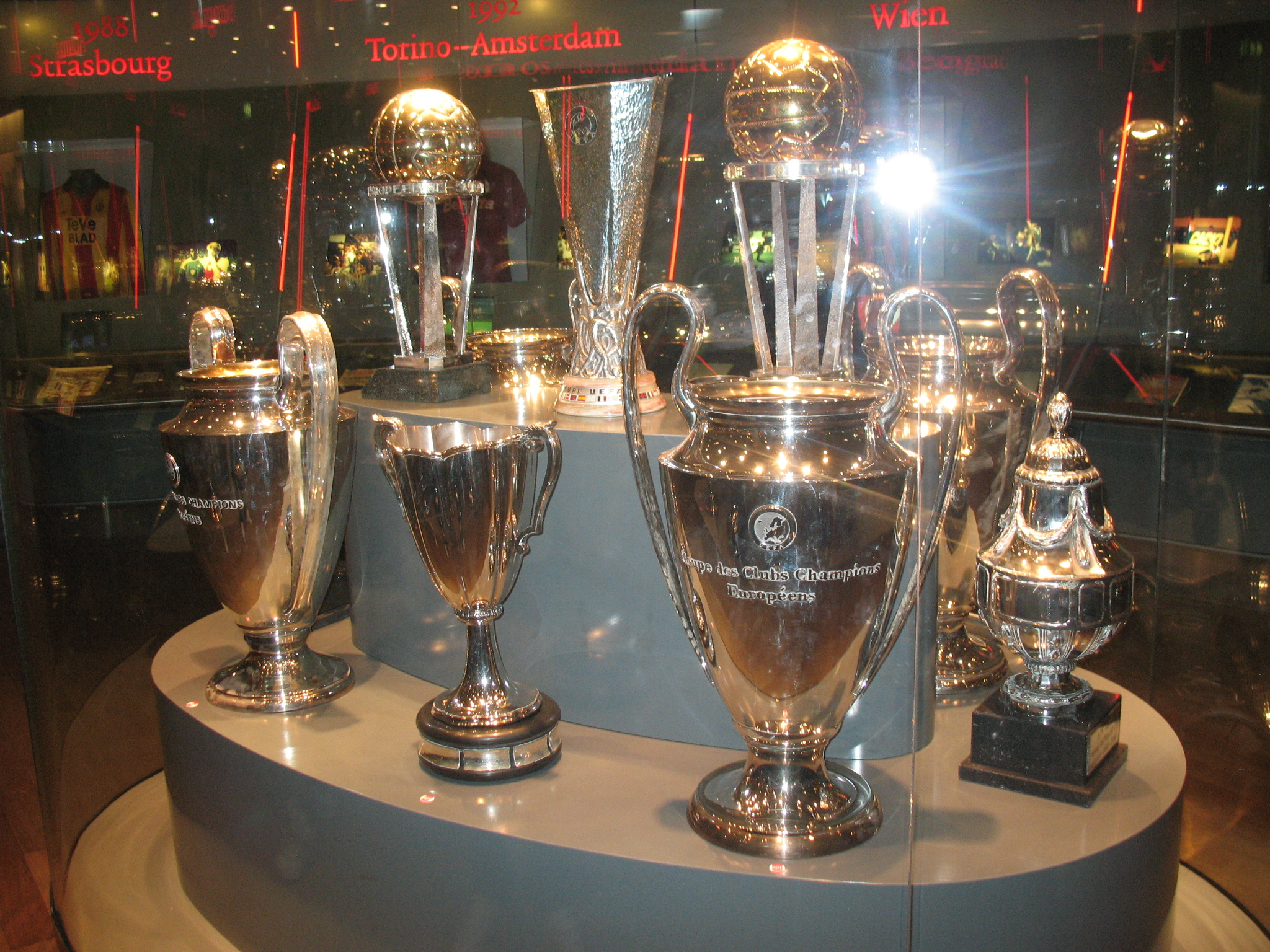
Trofeos internacionales del Ajax.

Nota: en negrita competiciones vigentes en la actualidad. Indicado el récord del torneo  y el compartido 

### Torneos nacionales (65)
| Competiciones nacionales             | Títulos | Subcampeonatos |
| ------------------------------------ | --- | --- |
| Eredivisie (36/25)                   | 1918, 1919, 1931, 1932, 1934, 1937, 1939, 1947, 1957, 1960, 1966, 1967, 1968, 1970, 1972, 1973, 1977, 1979, 1980, 1982, 1983, 1985, 1990, 1994, 1995, 1996, 1998, 2002, 2004, 2011, 2012, 2013, 2014, 2019, 2021, 2022. | 1930, 1936, 1946, 1961, 1963, 1969, 1971, 1978, 1981, 1986, 1987, 1988, 1989, 1991, 1992, 2003, 2005, 2007, 2008, 2010, 2015, 2016, 2017, 2018, 2025. |
| Copa de los Países Bajos (20/8)      | 1917, 1943, 1961, 1967, 1970, 1971, 1972, 1979, 1983, 1986, 1987, 1993, 1998, 1999, 2002, 2006, 2007, 2010, 2019, 2021.                                                                                                 | 1968, 1978, 1980, 1981, 2011, 2014, 2022, 2023. |
| Supercopa de los Países Bajos (9/10) | 1993, 1994, 1995, 2002, 2005, 2006, 2007, 2013, 2019. | 1996, 1998, 1999, 2004, 2010, 2011, 2012, 2014, 2021, 2022.                                                                                           |

### Torneos internacionales (10)
| Competiciones internacionales | Títulos                             | Subcampeonatos    |
| ----------------------------- | ----------------------------------- | ----------------- |
| Copa Intercontinental (2/0)   | 1972, 1995.                         |                   |
| Liga de Campeones (4/2)       | 1970-71, 1971-72, 1972-73, 1994-95. | 1968-69, 1995-96. |
| Liga Europa (1/1)             | 1991-92.                            | 2016-17.          |
| Supercopa de Europa (2/1)     | 1973, 1995.                         | 1987.             |
| Recopa de Europa (1/1)        | 1986-87.                            | 1987-88.          |

### Torneos regionales (18)
| Competiciones regionales               | Títulos                                                                                               | Subcampeonatos |
| -------------------------------------- | --- | -------------- |
| División de Primera Clase Oeste (17/0) | 1918, 1919, 1921, 1927, 1928, 1930, 1931, 1932, 1934, 1935, 1936, 1937, 1939, 1946, 1947, 1950, 1952. |                |
| Segunda Categoría (1/0)                | 1911.                                                                                                 |                |

### Reconocimientos internacionales (2)
| Distinción                                  | Año   |       |
| ------------------------------------------- | ----- | ----- |
| Club del año IFFHS (1)                      | 1992. | 1992. |
| 7.° Club de Europa y del siglo XX IFFHS (1) | 1992. | 1992. |

### Trayectoria
|  | Para más detalles, consultar Trayectoria del Ajax de Ámsterdam y Estadísticas del Ajax de Ámsterdam |

El club es uno de los únicos tres que ha disputado siempre la Eredivisie —máxima competición de clubes en Países Bajos— desde su fundación como torneo profesional en la temporada 1956-57 sumando un total de sesenta y seis apariciones. Ocupa el primer puesto en la clasificación entre los cincuenta y cuatro participantes históricos además de ser el más laureado con treinta y seis títulos. Su peor actuación se registró en la temporada 1964-65 cuando finalizó en decimotercer puesto, a tres puntos del descenso.
En cuanto al panorama internacional, el club fue el tercer club neerlandés en participar en competición UEFA, al hacerlo en su tercera edición de la Copa de Europa —actual Liga de Campeones (en. Champions League) y más prestigiosa competición de clubes en Europa—, habiéndola disputado desde entonces un total de treinta y nueve temporadas con ausencia en veintinueve ediciones; club neerlandés con más presencias. En ellas sumó un total de cuatro títulos que le sitúan como el décimo mejor equipo de la competición entre sus 524 participantes históricos.
En el resto de competiciones oficiales internacionales suma un total de treinta y tres apariciones en el resto de competiciones oficiales internacionales para nueve ausencias en temporada de competiciones UEFA. Entre ellas destacan treinta y una en la Copa UEFA / Liga Europa y cinco en la extinta Recopa de Europa.
Nota: En negrita competiciones activas.
| Competición                                   | Temp. | PJ  | PG  | PE  | PP  | GF  | GC  | Dif. | Mejor posición |
| --------------------------------------------- | ----- | --- | --- | --- | --- | --- | --- | ---- | -------------- |
| Copa de Europa / Liga de Campeones de la UEFA | 39    | 247 | 112 | 64  | 71  | 396 | 282 | +114 | Campeón        |
| Recopa de Europa de la UEFA                   | 5     | 28  | 18  | 2   | 8   | 53  | 22  | +31  | Campeón        |
| Copa de la UEFA / Liga Europa de la UEFA      | 31    | 177 | 89  | 31  | 57  | 305 | 186 | +119 | Campeón        |
| Liga Conferencia de la UEFA                   | 1     | 4   | 1   | 2   | 1   | 4   | 7   | -3   | -              |
| Supercopa de la UEFA                          | 3     | 6   | 2   | 1   | 3   | 11  | 4   | +7   | Campeón        |
| Copa Intercontinental                         | 2     | 3   | 1   | 2   | 0   | 4   | 1   | +3   | Campeón        |
| Total                                         | 81    | 465 | 223 | 102 | 140 | 773 | 502 | +271 | 10 títulos     |

## Organigrama deportivo
Destacan en la historia «ajacied» los jugadores que más años estuvieron bajo disciplina del club, Erwin van Wijngaarden y Sjaak Swart con un total de diecisiete temporadas cada uno en el primer equipo, destacando nuevamente Swart en el apartado de partidos al encabezar la lista con un balance de 603 partidos disputados —casi una centena por encima de Wim Suurbier— mientras que Piet van Reenen encabeza la lista de goleadores históricos con 273 —dos por delante de Johan Cruijff, jugador que cambió la historia del club—. Cabe destacar al danés Søren Lerby, quien fuera el extranjero con más partidos disputados con la camiseta «ajacied» con 269, hasta ser superado por su compatriota Lasse Schöne en 2019.
En honor del mencionado Johan Cruijff, el club decidió retirar en 2007 el dorsal "14" y que en adelante ninguno de sus jugadores portase dicho dorsal en su conmemoración. Jugó en el club doce temporadas, en dos periodos, 1964-73 y 1981-83, en los que sumó 369 partidos y 271 goles, si bien su influencia fue mucho mayor como la referencia del denominado fútbol total desplegado por los neerlandeses en los años 1970, y que luego aplicó en sus años de entrenador. Fue además el máximo exponente de los años dorados del club —vencedor de tres Copas de Europa y una Copa Intercontinental— y considerado como el mejor jugador neerlandés de la historia con tres designaciones del Balón de Oro en su historial.
| Máximos goleadores | Máximos goleadores | Máximos goleadores | Más partidos disputados | Más partidos disputados | Más partidos disputados | Más temporadas disputadas | Más temporadas disputadas                                                   | Más temporadas disputadas |
| ------------------ | ------------------ | ------------------ | ----------------------- | ----------------------- | ----------------------- | ------------------------- | --------------------------------------------------------------------------- | ------------------------- |
| 1.                 | Piet van Reenen    | 273 goles          | 1.                      | Sjaak Swart             | 603 partidos            | 1.                        | Erwin van Wijngaarden / Sjaak Swart                                         | 17 años                   |
| 2.                 | Johan Cruijff      | 271 goles          | 2.                      | Wim Suurbier            | 509 partidos            | 2.                        | Gerrit Fischer                                                              | 16 años                   |
| 3.                 | Sjaak Swart        | 228 goles          | 3.                      | Danny Blind             | 493 partidos            | 3.                        | Gé van Dijk                                                                 | 14 años                   |
| 4.                 | Henk Groot         | 207 goles          | 4.                      | Piet Keizer             | 490 partidos            | 4.                        | Theo Brokmann / Wim Volkers / Piet van Reenen / Piet Keizer / Rinus Michels | 13 años                   |
| 5.                 | Piet Keizer        | 189 goles          | 5.                      | Ruud Krol               | 457 partidos            | 5.                        | Theo Brokmann Jr. / Piet Keizer / Johan Cruijff                             | 12 años                   |
| Ver lista completa | Ver lista completa | Ver lista completa | Ver lista completa      | Ver lista completa      | Ver lista completa      | Ver lista completa        | Ver lista completa                                                          | Ver lista completa        |

Nota: En negrita los jugadores activos en el club. Temporadas contabilizadas con ficha del primer equipo.

## Estructura organizativa del club

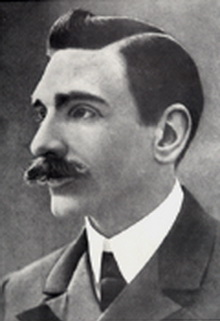
Floris Stempel fue el primer presidente de la entidad desde sus inicios.

### Directiva
Desde su fundación, el Ajax ha tenido 15 presidentes, siendo uno de los clubes a nivel internacional con pocos mandatarios. Su primer presidente fue Floris Stempel, que fue el fundador del club, y que asumió desde 1900 a 1908. Chris Holst es el único que ha presidido el equipo en dos ciclos (1908-1910; 1912-13), mientras que Marius Koolhaas (1932-1956) es el que más tiempo ha estado en el cargo.
El actual presidente es Hennie Henrichs, que asumió desde el año 2011. Completan la estructura del club el exjugador del club Edwin van der Sar —director ejecutivo—, Susan Lenderink —directora financiera—, el también exfutbolista Marc Overmars —director deportivo—, y Menno Geelen —director comercial—.

### Cuerpo técnico
El Ajax ha tenido en su historia 50 entrenadores, entre oficiales e interinos. El actual entrenador es Maurice Steijn, quien asumió el cargo en junio de 2023. De la larga lista de entrenadores, Jack Reynolds es el único que estuvo en dos etapas y por más años. La primera etapa duró entre 1915 y 1925 y posteriormente entre 1925 a 1940, es decir, en su primera etapa estuvo por 10 años y la segunda, por quince años. Rinus Michels (1965-1971), Louis van Gaal (1991-1997), Frank De Boer (2010-2016) y Erik ten Hag (2017-2022) son los otros entrenadores que más tiempo estuvieron en el club. El resto de entrenadores apenas estuvieron entre uno a tres años.